# Earth 2150: The Moon Project
Earth 2150: The Moon Project (it.: "Il progetto luna") è un videogioco di strategia in tempo reale pubblicato nel 2000 da Strategic Simulations, seguito di Earth 2150: Escape from the Blue Planet. Anche se il gioco è a sé stante, rispetto al predecessore non fa altro che fornire nuove missioni e armi. La storia si svolge indipendentemente dalla storia del gioco originale.